# ながさき一生

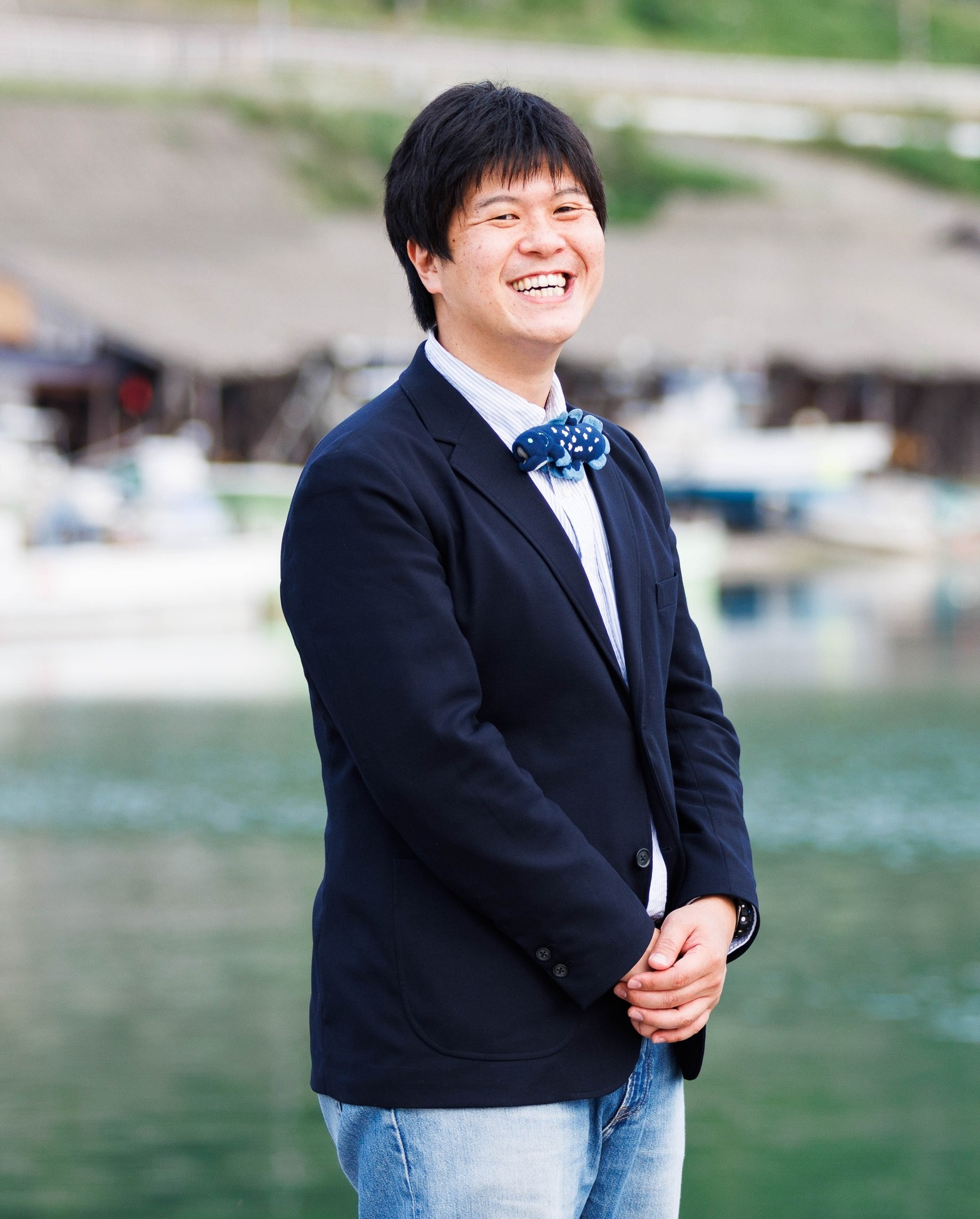
2022年5月16日。新潟県糸魚川市筒石漁港にて。

ながさき 一生（ながさき いっき、1984年 - ）は日本のタレント、魚の専門家である。
東京海洋大学講師、株式会社さかなプロダクション代表、一般社団法人さかなの会理事長代表、おさかなコーディネータ。「魚と食のコンテンツで、世界をちょっと楽しくしてます。」をテーマに活動しており、2006年からは、ゆるい魚好きのコミュニティ「さかなの会」を主宰し、魚と食に関するイベントを開催。参加者は延べ1000人を超える。新潟県糸魚川市出身。

## 人物
1984年、新潟県糸魚川市にある「筒石」という漁村にて誕生。
2003年、新潟県立高田高等学校を卒業。
2006年、「さかなの会」立ち上げ。
2007年、東京海洋大学を卒業。
2007年、１年間築地中央卸売市場の卸として働く[2]。
2010年、東京海洋大学大学院海洋科学技術研究科博士前期課程を修了。
2010年から2017年まで大手IT企業に勤務。
2017年、「さかなプロダクション」を創業。
2022年、ドラマ「ファーストペンギン！」にて漁業監修。
2023年、書籍「魚ビジネス」を出版。

## 生い立ち
漁師の家庭で生まれ育ち、２歳のころから浜にでて家業を手伝っていた。船に潤滑油を塗ったり、魚に札をいれるなど、幼少から漁業に関わる。大学卒業後は大学院への進学を考えていたが、先生に「現場を知ったほうがいいから築地で働きなさい」と勧められ築地市場で１年間働く。築地市場での１年間は「働いてよかったけど辛かった」「言えない悪いこともやらされた」とのこと東京海洋大学大学院では知的財産に関する研究を行う。青色LEDの発明者で、のちにノーベル物理学賞を受賞した中村修二氏に感銘を受け、中小零細事業者が多い魚業界においても知的財産を活用すべきだと考え、魚のブランドに関する研究を行う。
築地市場で働いた経験から、流通システムの必要性を感じてICT業界へ就職。７年間にわたってシステム開発に携わり、「魚業界はシステム化しないほうが良い」と考えるようになる。
ICT企業へ勤務しながら著書「五種盛りより三種盛りを頼め 外食で美味くて安全な魚を食べる方法」を執筆。執筆作業中に副業としての活動に限界を感じ、魚業界に味方してくれる人を増やしていこうと考え、魚食コンテンツの発信をメインとしたさかなプロダクションの設立を決意した。

## メディア対応

### テレビ

#### 監修
- ファーストペンギン! - 2022年10-12月
- NHK「漫画家イエナガの複雑社会を超定義　魚クライシスの救世主！？培養シーフード」2024/10/26[3]
- フジテレビ「芸能人が本気で考えた!ドッキリGP」2025/01/11 - ヒーロー・マッサマン「海の幸の名前」
- TBS「巷のウワサ大検証！それって実際どうなの会　#17　釣り企画」2025/5/31

#### 出演
- NHK「ニュース きん5時」2021/5/28 -「家庭で人気”まるっと一尾の魚”」
- 日本テレビ「所さんの目がテン!」2021/6/27 - 「干物の科学」
- フジテレビ「ポップUP!」2022/11/1 - くろうと番付
- テレビ朝日「スーパーJチャンネル」2023/4/10 -【マグロ豊漁】漁師も仰天! 釣れた220Kg超「クロマグロ」 全国で豊漁なぜ?
- テレビ朝日「ワイド!スクランブル」2023/4/11 - クロマグロ豊漁ニュースに関するコメント
- テレビ朝日「スーパーJチャンネル」2023/4/28 -「佐渡で“金色の魚”見つかる 金山と関係は？」
- テレビ朝日「スーパーJチャンネル」　2023/7/6 - 明石ダコ不漁に関するニュースに関するコメント
- テレビ新潟「新潟一番　アップデート」2023/7/11 - 【新潟の魚は世界一旨い！？】今、「魚の教養」が必要なワケ
- 日本テレビ「ZIP！よみとく」2023/7/23 - 土用の丑の日　おいしくうなぎを食べるには？
- TBSテレビ「ひるおび」2023/9/4 - ハテナ・処理水放水で日本のホタテ打撃
- 関西テレビ 「旬感LIVE とれたてっ!」2023/10/10 - 最新の海産物事情を徹底分析！
- テレビ朝日「ビートたけしのTVタックル」2023/10/15 - 日本の海をめぐる大問題を徹底討論SP[4]
- テレビ朝日「マツコ＆有吉　かりそめ天国」2024/03/15 - 千葉県にまつわる水産物に関する監修
- NHK「漫画家イエナガの複雑社会を超定義　魚クライシスの救世主！？培養シーフード」2024/10/26[3]
- NHK「有吉のお金発見　突撃！カネオくん」2024/11/02 - プリップリで大人気！ホタテのお金の秘密！
- フジテレビ「ホンマでっか！？TV」2024/11/06 - 美容と健康に！秋の魚パワーSP
- フジテレビ「いたジャン！」2025/02/11 - 魚の豆知識①
- フジテレビ「いたジャン！」2025/02/18 - 魚の豆知識②
- フジテレビ「いたジャン！」2025/05/06 - 今が旬の絶品カニ
- TBS「世界くらべてみたら」 2025/7/23 - 日本くらべてみた　スシロー県別売れ筋メニューは？東京・沖縄女子高生が交換留学

### 雑誌
- ニュートン（ライター）
- 月刊事業構想
- 日経マネー 2016年7月 -ながさきが主宰するさかなの会の「カニを食べ尽くす会」などが取り上げられる。
- Big Tomorrow 2016/3/25 -「週末は好きなことでお金を稼ぐ人」として、ながさきが主宰するさかなの会の「さかなを捌きまくる会」などが取り上げられる。

### 新聞
- 産経新聞
- 新潟日報 2016/11/6 -
- 上越タイムス 2016/9/15 -首都圏のコーナーにて「五種盛りより三種盛りを頼め」の書評が掲載。
- 水産経済新聞　2015/1/1　-未利用魚の活用というコーナーの一例として、2014年11月にさかなの会で行った「深海魚を観察して食べる会」が取り上げられた。
- 新潟日報　2025/6/22-「碧のシグナル　恵み見つめて」という記事にて識者として水産業の将来像について述べた。

### ラジオ
- NACK5「N-FIELD　SHIMANO presents Fishing Cafē」　2022/12/3,10,17
- 文化放送「近藤真彦RADIO GREGE」2023/2/12、2023/2/19
- 文化放送「ロンドンブーツ1号2号 田村淳のNewsCLUB」2023/6/10[5]
- ABCラジオ「おはようパーソナリティ小縣裕介です」2023/9/25
- TOKYOFM「サステナ＊デイズ」2023/9/28[6]
- J-WAVE「GROWING REED」2024/10/20[7]

### webメディア
- ダイヤモンド・オンライン
- ダイヤモンド・ザイ・オンライン
- プレジデントオンライン[8]
- ふるさとチョイス[9]
- macaroni
- アクティオノート
- リクライブ
- mybest

## 著書
- 2016年『五種盛りより三種盛りを頼め 外食で美味くて安全な魚を食べる方法』（秀和システム）
- 2023年『魚ビジネス　食べるのが好きな人から専門家まで楽しく読める本』